# Перално помещение
Перално помещение (също Пералня, Перачница) е помещение, предназначено за пране на дрехи и спално бельо. То може да бъде голямо индустриално помещение, общо помещение в жилищен комплекс или отделна стая в дома. Понякога е наричано просто пералня. Хотелите и болниците имат перални помещения с огромен капацитет, защото се нуждаят от голямо количество чисто спално бельо и хавлии. Пералните помещения са снабдени с перални машини, сушилки и перилни препарати.
Преди индустриалната революция прането се извършва предимно на ръка.